# 서울고척초등학교
서울고척초등학교(서울高尺初等學校)는 대한민국 서울특별시 구로구에 있는 공립 초등학교이다.

## 교육목표
- 바른 인성과 창의력을 갖춘 건강하고 실력 있는 어린이들 육성
- 바르게: 기본이 바른 예절 바른 어린이
- 슬기롭게: 기초기본학습이 충실한 실력 있는 어린이
- 새롭게: 꿈을 키워가는 창의적이고 건강한 어린이[2]

## 학교 연혁
- 1966년 12월 12일: 교사 신축공사 착공
- 1967년 10월 16일: 초대 장긍원 교장 부임
- 1967년 12월 6일: 개교식 거행 15학급 편성
- 1970년 2월 7일: 제 1회 졸업식 거행 (졸업생: 386명, 남: 167명, 여: 189명)
- 1994년 9월 1일: 서울고척초등학교 병설유치원 개원식
- 1995년 2월 15일: 서울고척초등학교 병설유치원 제 1회 졸업식 (24명)
- 2011년 9월 1일: 제 16대 김혜영 교장 취임
- 2013년 12월 27일: 진로교육 우수학교 서울시교육감 표창
- 2013년 12월 27일: 교육과정경영 우수유치원 서울시교육감 표창
- 2014년 3월 1일: 서울시교육청 학교폭력예방 선도학교(어깨동무학교)
- 2014년 12월 26일: 독서동아리 활동(책방주인)우수학교 서울시교육감 표창
- 2015년 9월 1일: 제 17대 방명숙 교장 부임
- 2015년 12월 29일: 독서·토론·논술 분야 남부교육지원청 교육장 표창
- 2017년 9월 1일: 제18대 김양중 교장 부임
- 2018년 12월 31일: 교육과정(유치원)교육감 표창
- 2019년 1월 28일: 교육과정(유치원), 진로교육(초등학교)교육장 표창
- 2020년 1월 30일: 교육과정(유치원) 교육장 표창
- 2020년 9월 1일: 제 19대 김대준 교장 부임
- 2021년 2월 10일: 제52회 졸업식(졸업색 81명, 남38, 여43 누계:21,219명)
- 2021년 3월 1일: 서울교대 교육실습협력학교 지정[3]

## 참고 자료
- 서울고척초등학교 - 한국교육학술정보원 학교알리미